# Phyllophaga eligia
Phyllophaga eligia är en skalbaggsart som beskrevs av Ivan T. Sanderson 1958. Phyllophaga eligia ingår i släktet Phyllophaga och familjen Melolonthidae. Inga underarter finns listade i Catalogue of Life.